# سینا فری
سینا فری (آلمانی: Sina Frei؛ زادهٔ ۱۸ ژوئیهٔ ۱۹۹۷) دوچرخه‌سوار زن اهل سوئیس است.
وی در مسابقات کشوری و بین‌المللی در مجموع برندهٔ ۱ مدال طلا، ۱ مدال برنز شده‌است.